# 山道猴子的一生
《山道猴子的一生》是由臺灣創作者Eric Duan於2023年7月至8月間在YouTube發表的長篇網路影片系列，全兩集，片中人物皆採用Wojak迷因漫畫角色呈現，劇情講述一名超商上班的年輕人，因虛榮心膨脹而在感情中迷失自我，最後眾叛親離並在山道飆車意外身亡的故事。此片在網路上引起廣大迴響並成為網路迷因。

## 劇情大綱

### 上集

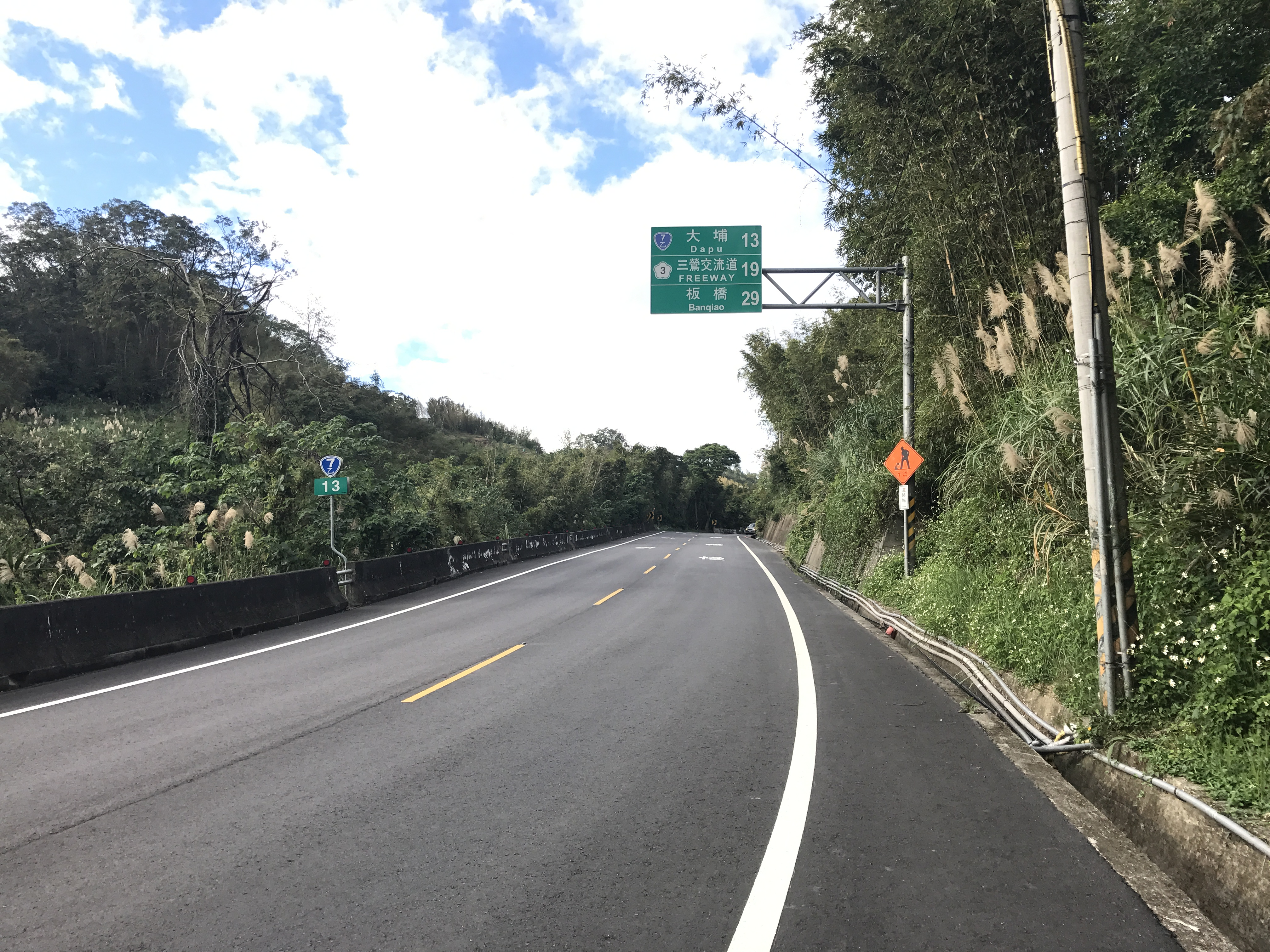
位於臺灣北部，起自新北市三峽區訖至桃園市大溪區的台7乙線，是該上集故事的重要背景地點

《山道猴子的一生》的故事以一名自負、驕傲的年輕人展開，這名年輕人在便利商店任職，平常喜歡瀏覽社群網站的文章和影音，他極度喜愛山道上的競速，然而驅使他的興趣並非來自對摩托車的熱愛，而是出於想要在朋友間贏得優越感。由於對於車商的市場宣傳手法和潛在的財務風險視而不見，果斷地選擇了一輛二手的重型機車，並投入大量金錢來改裝。他的這個舉動讓他成為朋友中首位升級重機的人，同時也導致其社交媒體追隨者急遽增加，更加助長他內心的自大情感。
一名迷人的女子主動接近他，並以花言巧語的誘惑引起他的注意。受虛榮心的驅使以及對女子的魅力，年輕人快速對其敞開心扉，兩人關係進一步升華成戀人。他不斷地為女子提供金錢支援，滿足女子購車和改裝的需求，雖然他自己的財務狀況進入了窘境，但他卻選擇無視這個現實，對女子投入深情，然而他卻未意識到對方其實是一名在外挑逗、到處留情的人，實質是將他當成純粹的提款機，而為了滿足自己的慾望和虛榮，年輕人逐漸僅追求外在的光鮮亮麗，而忽略了內在真實的需求。
隨著時間流逝，女友尋找新的情感對象，轉而投入他人的懷抱，同時也不予償還他提供的金錢。
該集最後以羅馬皇帝馬可·奧理略的名言告終：
|  | 你人生的快樂取決於你思想的。 |

### 下集

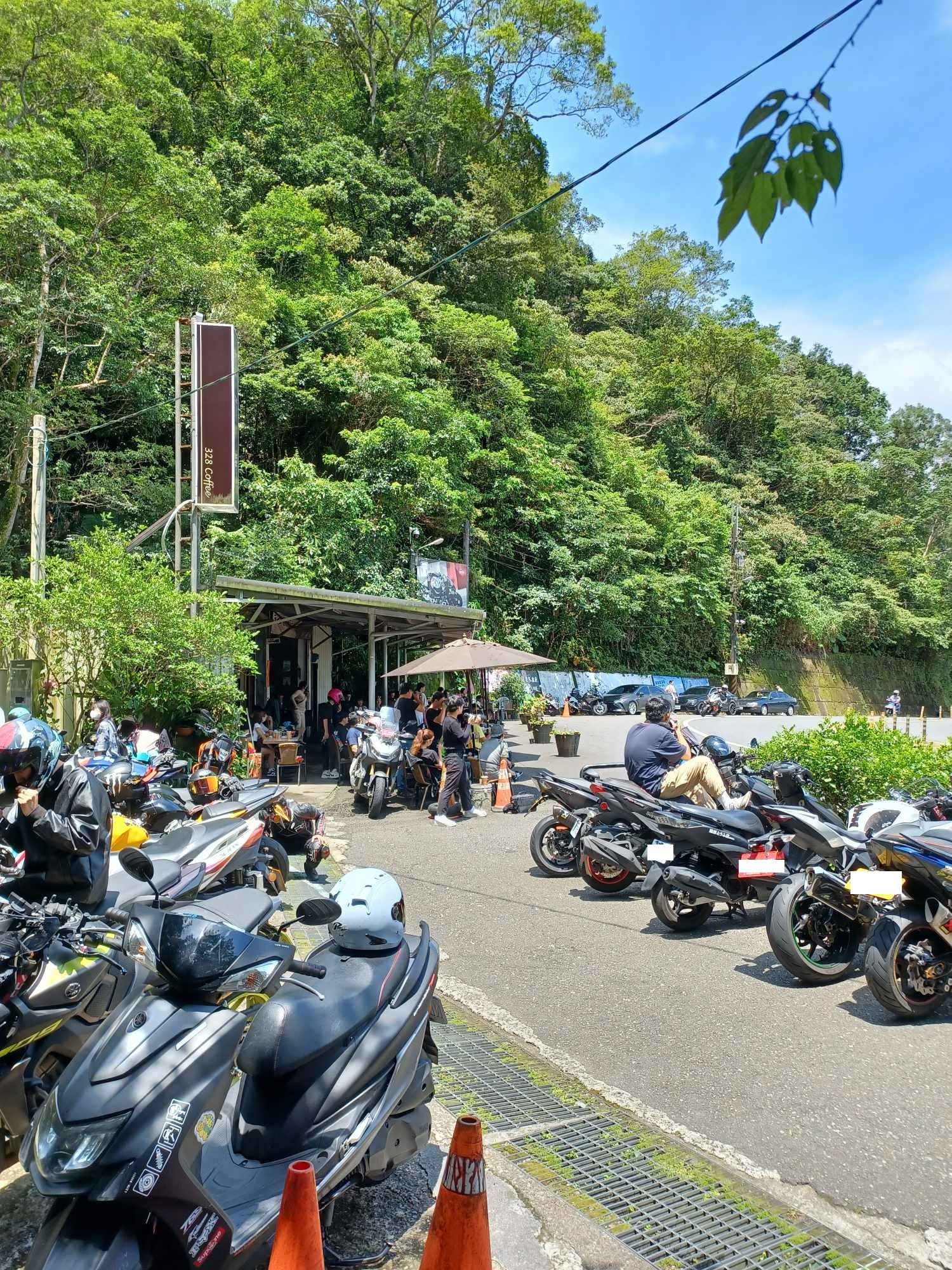
位於臺灣北部，台9線自新北市新店區至宜蘭縣頭城鎮路段又稱北宜公路，是下集的重要背景地點。圖為北宜公路32.8公里處的一家咖啡廳，同時也是下集的背景圖所在地

當年輕人眼見前女友移情別戀時，內心的怒火難以遏制，他透過在二輪社團曝光前女友拖欠債務且輕浮的行徑，準備讓前女友難堪。然而該舉動反而帶來更大的恥辱，前女友回應兼指責年輕人不是的文章獲得多數社團成員支持，反觀年輕人則遭受社團眾人的嘲笑，讓他心靈深處留下陰影。儘管如此，年輕人的兩名朋友仍在他情場失意時陪伴著他，還提醒年輕人若是借錢沒有寫好借據，日後很難要回當初出借的金錢，還有莫忘接觸投入機車圈的初衷。年輕人得知親戚過往也曾經因為出借金錢沒有留下借據，沒能將金錢要回，為了擺脫失戀的影響，他刪除了指責前女友的社團文章，決定先將精力投注在存錢，好讓自己換一輛更優質的機車，吸引更理想的對象。
年輕人繼續過著在便利商店工作的生活，在度過艱難的時光後，便利商店的店長向年輕人介紹一名新進兼職員工的女孩，這位女孩曾經營微商且仍在大學就讀，她進入年輕人的生活，因為與年輕人同為機車愛好者而交流甚歡，並對他表達了敬佩之情。女孩的讚美再次膨脹了他的自尊心，使他變得更加自大和囂張，他不但和女孩成為戀人，還指導女孩經營自己的社群網站，使得女孩的社群網站追蹤者急速增加。然而，過去的情感創傷卻深深地影響著他的思緒，他對女孩身邊的男性朋友充滿敵意，懷疑女孩是否忠誠，逐漸滑入了妄想的惡性循環中，盡管女孩一再說明自己僅是純粹與好友互動，仍舊無濟於事。與此同時，由於他對於摩托車的了解極少，直到一次嚴重的引擎故障爆發，他才發現原車主對摩托車進行了亂七八糟的改造。年輕人的朋友建議他及時停損和改換較普通的機車，但是他為了維持社群網站的人氣而對這項提議充耳不聞。由於無法承擔高昂的維修費用，他只能向朋友借錢，以解決財務危機。
儘管生活已陷入混亂，虛榮心仍在推動著他，讓他執著於網紅的夢想，努力銷售昂貴的周邊商品，企圖應對不斷增長的債務。女孩為了減輕年輕人的財務負擔，提及自己接獲攝影團體邀請她參加戶外攝影活動，她可以藉著參與攝影活動獲得收入，由於攝影活動還開放女性參與者攜伴同行，她還能提撥一些金錢給年輕人做為陪同參與的費用。此話意外讓年輕人勃然大怒，指責女孩不顧他的感受和沒有男人需要仰賴女人經濟支持，女孩終於無法忍受他的心理折磨和猜忌，毅然分手和辭職離開年輕人工作的便利商店，連昔日的摯友也因他對朋友車禍的漠視而疏遠。最終在一次山區狂飆中，他出於好勝心與一名陌生騎士比拼速度，卻因危險操作而失控，導致摔車並被對向貨車撞擊，當場喪生。其發生事故的影像畫面，更被直播主拿來大作文章。
該集最後以古羅馬哲學家塞內卡的名言告終：
|  | 我們在想像中受的苦多於現實中。 |

## 製作
《山道猴子的一生》系列影片由Eric Duan負責製作，該作品以當代臺灣作為時代背景，並其中深刻地切入以「車圈」、「山路文化」這一特定民間愛好群體作為敘事主題，標題「山道猴子」指愛在山路飆車的對象，特徵是用獨一無二的車體吸引外界目光，著重機車速度和嚮往自由，但是騎重型機車在山路中競速飆車時不遵守交通規則。在創作上則充滿現代流行的迷因元素，並在整體敘事以其直接而質樸的方式展現主角的悲劇命運。藉由犀利的諷刺手法，揭示若是接觸錯誤價值觀，最後所帶來的不幸後果，不過，Eric Duan在影片介紹欄表達，該片並未改編於任何真實事件，在故事情節、角色性格以及對白均純屬虛構。
除納入了車圈的元素，如檔車、改装车等，《山道猴子的一生》劇中則以透過主角的遭遇涵蓋較為多元的社會議題，引此作為故事發展的關鍵要因，包括非法信貸、便利商店工作環境、低薪、網路紅人興起及社群網路服務的潮流影響、情緒勒索、外遇、以及朋友關係經營等。並注重前述元素，以走向更加不利的形式對其進行探討。
影片中，主角們主要活躍的背景發生於台七乙線，該道路為位於臺灣北部新北市三峽區串聯桃園市大溪區的重要道路，因其蜿蜒的道路，而被稱為「跑山聖地」，在假日期間成為許多青少年、重機車隊、攝影愛好者聚集的重要地點。在對話中也曾提及北宜公路，該處同為機車愛好者經常使用的道路。

### 風格
在視覺風格上，《山道猴子的一生》深受2019年流行的網路迷因Wojak漫畫的啟發，該漫畫系列主要呈現了不同Wojak角色之間簡潔的互動情節。不同於傳統一貫的動畫呈現方式，它主要以角色立繪、圖片、對話和簡訊的形式向觀眾傳達情節，在影片中，Wojak漫畫則成為了基本元素，用以為每個角色賦予特定的屬性和性格塑造。
配音方面，影片選擇採用文字轉語音技術對內容進行配音，當中某些破音字發音有誤的部分（如還錢唸成「ㄏㄞˊ」錢），也成了本作中備受關注的焦點。

## 反響
《山道猴子的一生》最初於Eric Duan的YouTube頻道上傳，上集觀看次數在約一個月內達到210萬次，而下集則僅於3天內便累積200萬次的觀看次數。
該作品上傳後，廣受即時觀眾及網路平台的熱烈討論，並對於作品在其角色刻畫以及故事線結構等各個層面的表現產生共鳴，被認為主角作為「年輕猴子」的心理特質，顯示出該性格在顧慮面子，卻不顧生命和理智走上不歸之路的描繪，在引發情感共鳴方面上非常成功。除影片文本劇本的探討外，對於作品顯現社會議題，並不僅限於重機或特定範疇具有深厚警世意味。
Facebook粉專「雷丘律師就決定是你了」曾發文提及到該作品觸及到之非法信貸之問題。律師呂秋遠評論道，很多人也許不懂這部影片為何爆紅，但每個人卻總能從中找到部分的自己，「山道猴子之所以是猴子，只是因為主角做了所有蠢事，而不是在某個節點回頭。而我們，因為運氣好，所以在關鍵時刻突然醒悟，或是有貴人提醒我們該停損，如此而已」。
部分臺灣媒體對此影片進行多項報導，三軍總醫院研究副院長葉啟斌指出，個人的自信應當源自內部，而不應依賴外部因素。此外資深修車技師表示，在進行改車時要謹守量力而為的原則，並以提升行車的安全性為首要目標。文字工作者林運鴻在《天下雜誌》投書評論認為，主角投身機車界，其實是身陷青年藍領的階級瓶頸，其強烈的「個人主義」渴望壓倒他人、直覺利用他人，任何人際圈也無法填滿內心空虛。不僅男主角反映庶民追夢唯一途徑，是苛待身心用以交換加班費所代表的微小消費自由，連主角的第二任女朋友也是微商創業失敗，認命進入零工經濟，影片裡更再三呈現主角的厭女心態和對底層而言，人際之間可能有支配或疏離，但無法想像生長出的信任跟互惠。
由於男主角的服裝與全家便利商店的制服極為相似，台灣全家的FB粉絲專頁於8月17日表示「我是FamilyMart，不是FartingMart（放屁商店，影片中出現的商店名稱）」，並提及劇中的關鍵字「莫忘初衷」。片中男主角在山路騎車發生事故的橋段，也引起警方進一步向大眾宣導交通安全議題，呼籲不要因為跟風而「跑山路」，也不要因好勝心與他人騎車競速，以免造成憾事。警方也表示會加強稽查該路段。
而影片最後的直播主模仿的對象就是「康康嘴機車」，康康除了讚嘆模仿他的細節都很到位，也讚嘆整部戲的還原度很高。
該影片也在中國大陸掀起一波熱潮，影片被搬運到Bilibili後已經累積近7萬觀看數，但男主角的上衣被打上馬賽克，原因疑似他穿著的「莫忘初衷」T恤底下出現的數字「1989.6.4」觸動中國敏感神經，顯示日期與天安門血腥鎮壓事件雷同，被陸網認為影射六四事件，因此被「河蟹」。

### 流行

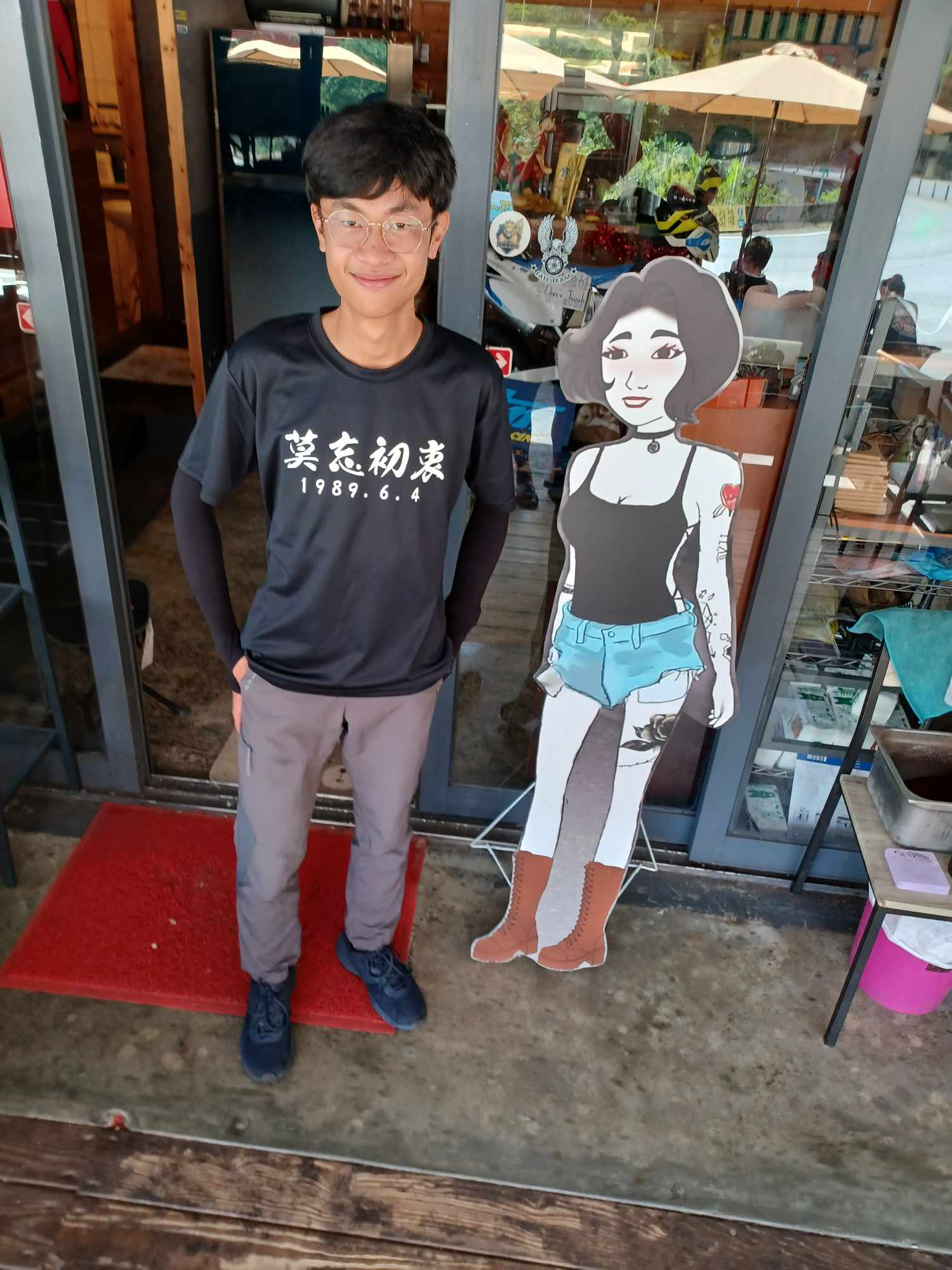
一名cosplay成該作男主角的男子，旁邊還有一個女主角的人形立牌

影片在發布後迅速引發了多個二次創作和Cosplay熱潮。Eric Duan亦對此事發表聲明，明確澄清他僅負責經營YouTube平台，其他諸如Instagram、Facebook、X（Twitter）等相關角色帳號皆是由粉絲或外部人士自行建立，他既未介入亦未提供相關圖片素材。

## 獲獎與提名
| 年份   | 頒獎典禮    | 入圍項目       | 入圍對象                   | 結果 | 參考          |
| ------ | ----------- | -------------- | -------------------------- | ---- | ------------- |
| 2024年 | 第6屆走鐘獎 | 最佳影響力獎   | 《山道猴子的一生（下集）》 | 提名 | [ 33 ] [ 34 ] |
| 2024年 | 第6屆走鐘獎 | 年度最佳影片獎 | 《山道猴子的一生（下集）》 | 獲獎 | [ 33 ] [ 34 ] |